# Jean-Marc Fontaine
Pour les articles homonymes, voir Fontaine.
Jean-Marc Fontaine, né le 13 mars 1944 à Boulogne-Billancourt et mort le 29 janvier 2019 à Paris, est un mathématicien français, spécialiste de géométrie algébrique et de théorie des nombres.

## Biographie
Ancien élève de l'École polytechnique, Jean-Marc Fontaine est  chercheur au CNRS entre 1965 et 1971 et soutient un doctorat d'État en 1972 sous la direction de Jean-Pierre Serre,. 
Il est chargé d'enseignement en 1971-72 à l'université Paris VI, puis enseigne de 1972 à 1988 à l'université de Grenoble, d'abord comme maître de conférences, puis comme professeur. À partir de 1989, il est professeur à l’université Paris-Sud à Orsay, émérite depuis 2010.
Il est le fils du journaliste André Fontaine.
Il meurt d'un cancer de l'estomac le 29 janvier 2019, 6 jours après le décès de Jean-Pierre Wintenberger, un de ses premiers doctorants.

## Travaux
Jean-Marc Fontaine est un arithméticien avec des contributions principalement en géométrie arithmétique et, plus spécifiquement, en théorie de Hodge {\displaystyle p}-adique[Quoi ?]. Il a beaucoup étudié les représentations, sur des corps {\displaystyle p}-adiques, des groupes de Galois des corps locaux (extensions finies de {\displaystyle \mathbb {Q} _{p}}) et globaux (extensions finies de {\displaystyle \mathbb {Q} }). On lui doit un programme (programme de Fontaine ou théorie de Fontaine) de classification des représentations du groupe de Galois d'un corps local et une description des représentations de ces groupes de Galois fournies par la cohomologie des variétés algébriques sur les corps locaux (conjectures {\displaystyle \mathrm {C} _{\mathrm {cris} }}, {\displaystyle \mathrm {C} _{\mathrm {st} }}, {\displaystyle \mathrm {C} _{\mathrm {dR} }}) ou globaux (conjecture de Fontaine-Mazur). La théorie de Fontaine est l'outil le plus puissant dont on dispose pour étudier les propriétés fines des représentations des groupes de Galois des corps globaux; elle intervient de manière cruciale dans tous les progrès en direction de la correspondance de Langlands (dans le sens Galois vers automorphe[pas clair], le plus difficile) depuis les travaux d'Andrew Wiles sur le théorème de Fermat[réf. nécessaire]. Plus récemment[Quand ?], en collaboration avec Laurent Fargues, il a donné un point de vue plus géométrique sur son programme, en en décrivant tous les objets en termes de fibrés sur une courbe aux propriétés surprenantes (la courbe de Fargues-Fontaine)[réf. nécessaire].
Ses principales contributions[réf. nécessaire] à son programme sont les suivantes :
- une classification[5] des groupes {\displaystyle p}-divisibles sur les corps locaux ;
- la théorie du « corps des normes »[6] (en collaboration avec Jean-Pierre Wintenberger) qui fournit un lien entre le groupe de Galois absolu de {\displaystyle \mathbb {Q} _{p}}, corps des nombres {\displaystyle p}-adiques, et celui du corps {\displaystyle \mathbb {F} _{p}((T))}. Cette théorie est une précurseur de la théorie du basculement (tilting) de Peter Scholze et a donné naissance, quinze ans plus tard[Quand ?], à la théorie des {\displaystyle (\varphi ,\Gamma )}-modules ;
- la construction de l'anneau {\displaystyle B_{\mathrm {dR} }}[7] des « périodes {\displaystyle p}-adiques » (contenant, en particulier, un {\displaystyle 2i\pi } {\displaystyle p}-adique) et de ses sous-anneaux {\displaystyle B_{\mathrm {cris} }}[8], {\displaystyle B_{\mathrm {st} }}[9] qui jouent le rôle, en théorie de Hodge {\displaystyle p}-adique (pour la comparaison entre les cohomologie de de Rham et étale, conjectures {\displaystyle \mathrm {C} _{\mathrm {dR} }}, {\displaystyle \mathrm {C} _{\mathrm {cris} }}, {\displaystyle \mathrm {C} _{\mathrm {st} }} de Fontaine), du corps {\displaystyle \mathbb {C} } des nombres complexes en théorie de Hodge classique (pour la comparaison entre les cohomologies de de Rham et singulière) ;
- la hiérarchie[10] « cristalline, semi-stable, de Rham » pour les représentations des groupes de Galois des corps locaux qui découle des propriétés des anneaux de périodes {\displaystyle p}-adiques, la description des représentations cristallines en « petits poids » (théorie de Fontaine-Laffaille[11]), et la description conjecturale des représentations de de Rham (conjectures « faiblement admissible {\displaystyle \Rightarrow } admissible » et « de Rham {\displaystyle \Rightarrow } potentiellement semi-stable ») ;
- la preuve[12] (avec William Messing) de la conjecture {\displaystyle \mathrm {C} _{\mathrm {cris} }} dans « le cas Fontaine-Laffaille » (les conjectures {\displaystyle \mathrm {C} _{\mathrm {dR} }}, {\displaystyle \mathrm {C} _{\mathrm {cris} }}, {\displaystyle \mathrm {C} _{\mathrm {st} }} ont donné naissance à beaucoup de travaux, notamment de Gerd Faltings[13],[14], Kazuya Kato[15], Takeshi Tsuji[16], Wiesława Nizioł[17],[18],[19], Alexander Beilinson[20],[21] et Peter Scholze[22], et sont maintenant des théorèmes);
- la théorie des {\displaystyle (\varphi ,\Gamma )}-modules[23] qui fournit une description de toutes les représentations du groupe de Galois des corps locaux sur un corps {\displaystyle p}-adique, et son application à la cohomologie galoisienne de ces représentations ;
- la conjecture de Fontaine-Mazur[24] donnant un critère nécessaire et suffisant, en termes de la hiérarchie « cristalline, semi-stable, de Rham » pour qu'une représentation du groupe de Galois d'un corps global provienne de la géométrie ;
- la preuve[25] (avec Pierre Colmez) de la conjecture « faiblement admissible {\displaystyle \Rightarrow } admissible » (la conjecture « de Rham {\displaystyle \Rightarrow } potentiellement semi-stable » a été prouvée par une combinaison de résultats de Laurent Berger[26] et de Yves André[27], Zoghman Mebkhout[28] ou Kiran Kedlaya[29]) ;
- la théorie[30] des « presque {\displaystyle \mathbb {C} _{p}}-représentations » (représentations du groupe de Galois absolu d'un corps local sur des {\displaystyle \mathbb {Q} _{p}}-espaces de Banach qui ne diffèrent de {\displaystyle \mathbb {C} _{p}^{d}}que par un {\displaystyle \mathbb {Q} _{p}}-espace de dimension finie -- {\displaystyle \mathbb {C} _{p}} est le complété de la clôture algébrique de {\displaystyle \mathbb {Q} _{p}}) ;
- la construction (avec Laurent Fargues) de la courbe de Fargues-Fontaine[31] et classification de ses fibrés vectoriels dont on tire des preuves « géométriques » des conjectures « faiblement admissible {\displaystyle \Rightarrow } admissible » et « de Rham {\displaystyle \Rightarrow } potentiellement semi-stable ».

Comme applications de son programme[réf. nécessaire], il a aussi :
- prouvé[32] une conjecture de Shafarevich selon laquelle il n'y a pas de variété abélienne définie sur {\displaystyle \mathbb {Q} } avec bonne réduction modulo tout nombre premier (i.e., pas de schéma abélien sur {\displaystyle \mathbb {Z} }) ;
- reformulé et étendu[33] (avec Bernadette Perrin-Riou) les conjectures de Beilinson et de Bloch et Kato sur les valeurs des fonctions {\displaystyle L} aux entiers.

## Honneurs et distinctions
En 1975, il est chargé d'un cours Peccot au Collège de France. En 1984, Jean-Marc Fontaine reçoit le prix Petit d'Ormoy, Carrière, Thébault de l'Académie des sciences. Depuis 2002, il est membre de l'Académie des sciences. En 2002 aussi, il est lauréat du Prix Gay-Lussac Humboldt. Il était conférencier invité aux Congrès international des mathématiciens à Varsovie en 1983 (Représentations p-adique) et à Pékin en 2002 (Analyse p-adique et représentations galoisiennes).
Parmi ses anciens doctorants, il y a Christophe Breuil (1996), Pierre Colmez (1988), Guy Laffaille (1984) et Jean-Pierre Wintenberger (1984).

## Publications
- Groupes p-divisibles sur les corps locaux. Astérisque, vol. 47/48, Société Mathématique de France, 1977.
- Éditeur de : Périodes p-adiques. Astérisque, vol .223, 1994.
- Éditeur, avec Pierre Berthelot, Luc Illusie, Kazuya Kato, Michael Rapoport, de : Cohomologies {\displaystyle p}-adiques et applications arithmétiques. Astérisque vol. 278/279, 2002.
- Courbes et fibrés vectoriels en théorie de Hodge p-adique avec Laurent Fargues. Astérisque, vol. 406, Société Mathématique de France, 2018.